# Odile Macchi
Odile Macchi, née en 1943 à Aurillac, est une physicienne et mathématicienne française membre de l'Académie des Sciences.

## Biographie
Odile Macchi fait ses études à l’École Normale Supérieure des jeunes filles de 1963 à 1967, où elle devient professeure agrégée de mathématiques en 1966. Elle soutient en 1972 une  thèse en sciences physiques sur la contribution à l'étude théorique des processus ponctuels et leurs applications à l'optique statistique et aux communications optiques.
Ses  recherches portent sur le traitement du signal, spécialement en théorie des communications. Elle participe, en collaboration avec des industriels, au développement de certains modems. Par ailleurs, elle introduit les processus de Fermi (fermion process) aujourd'hui appelés processus déterminantaux. Il s'agit d'une classe de processus ponctuels répulsifs, très étudiés dès les années 2000 en physique théorique, en probabilité et en statistique.
Chargée de recherche au CNRS au Laboratoire des Signaux et Systèmes de l'Université Paris Sud de 1972 à 1979, elle devient directrice de recherche en 1979 puis directrice de recherche émérite en 1999.
Elle est élue correspondante de l'Académie des Sciences le 25 avril 1994 puis  devient membre de l'Académie des Sciences le 30 novembre 2004 dans la section Sciences mécaniques et informatiques et Intersection des applications des sciences.

## Distinctions

### Prix
- 1980 : Médaille Blondel
- 1991 : Prix Michel-Monpetit

### Décorations
- Officière de la Légion d'honneur Elle est faite chevalière le 9 avril 2004[4], promue officière le 25 mars 2016[5].
- Commandeure de l'ordre national du Mérite Elle est faite chevalière le 29 avril 1997, promue officière le 16 mai 2008[6], puis commandeure le 14 mai 2013[7].
- Officière de l'ordre des Palmes académiques (2024)[8]
- Officière de l'ordre des Arts et des Lettres Elle est promue au grade d’officière le 9 juillet 2013[9].